# Puchberg am Schneeberg
Puchberg am Schneeberg est une commune autrichienne, située dans le sud-est de l’État fédéré (Land) de Basse-Autriche, au pied de la plus haute montagne de ce Land, le Schneeberg (2 076 m). Déjà du temps de l'Autriche-Hongrie, Puchberg était une station climatique réputée qui, étant proche de la capitale autrichienne, Vienne, a pu développer un tourisme de proximité; celui-ci constitue encore aujourd’hui l’un des plus importants facteurs économiques de la commune. Aujourd'hui, Puchberg et ses environs sont appréciés de ceux qui pratiquent la randonnée, le vélo tout terrain, les sports de montagne ou l'équitation. 

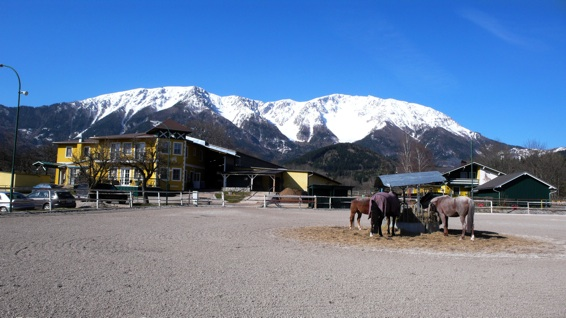
Le Schneeberg.

De 1922 à 1924, le philosophe Ludwig Wittgenstein vécut à Puchberg où il était instituteur. Une plaque commémorative installée sur l’un des murs du collège rappelle cet épisode de l’histoire communale.

## Le Schneeberg, la «Montagne de neige»

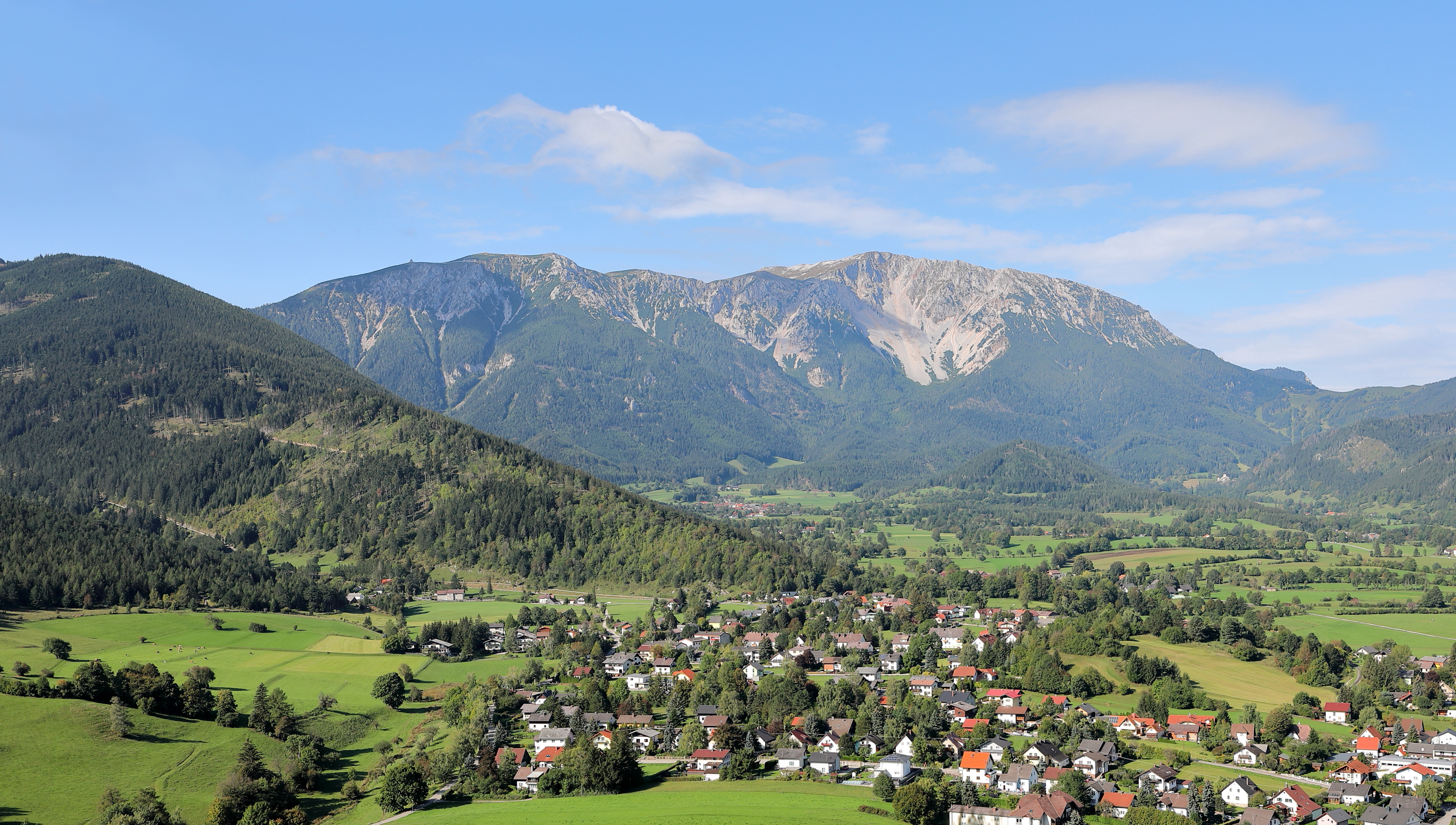
Puchberg am Schneeberg.

Le Schneeberg est la plus haute montagne de Basse-Autriche ; il culmine à 2 076 m au Klosterwappen ; l'autre sommet important est le Kaiserstein (2 067 m) qui constitue le plus oriental des sommets alpins de plus de 2 000 mètres. Tout comme la Rax (2 007 m) qui se situe à 13 km au sud-ouest, le Schneeberg est un des plateaux des « Alpes viennoises » et appartient géologiquement aux Alpes calcaires de Basse-Autriche et de Styrie.
Depuis 1873, ces plateaux karstiques approvisionnent la capitale autrichienne en eau à travers la Première Conduite Viennoise d’Eau de Source de Montagne (120 km). Selon les annales, la première ascension du Schneeberg aurait été effectuée en 1574 par le médecin et botaniste français Charles de L'Écluse que l’empereur Maximilien II avait nommé responsable du jardin impérial. Charles de l’Écluse était à la recherche de fleurs alpines rares. C’est le 24 octobre 1764 que le Schneeberg fut topographié pour la première fois par le comte Hoyos et le Père Capucin Fabian Zankl. Par temps clair, le Schneeberg est bien visible à partir de Vienne (65 km à vol d’oiseau). Peu après un décollage de l’aéroport de Vienne-Schwechat vers une destination occidentale (Paris, Bruxelles, Montréal etc.), on le voit souvent sur la gauche de l’avion.

## Le train à crémaillère (Schneebergbahn)
La gare de Puchberg est en même temps le terminus de la voie ferrée en provenance de Wiener Neustadt et la gare de départ d’un train à crémaillère, qui, depuis 1897, mène à la plus haute gare d’Autriche sur le Schneeberg, à 1 795 m d'altitude. La Schneebergbahn fut construite par l’ingénieur Leo Arnoldi. L’on peut emprunter soit le train à vapeur traditionnel, soit le train « Salamandre », en service depuis le 11 septembre 1999.

## Blason
Le vol d'aigle doré sur fond bleu sur la gauche était déjà le blason de la dynastie des Puchperc (cf. ci-contre); la moitié droite du blason  représente un hêtre vert sur fond doré.

## Histoire
À l'ouest de l'étang que contourne la rue principale de Puchberg s'élève le Romaikogel, la  « Colline des Romains ». C’est sur cette colline qu’existait jadis une citadelle romaine qui aurait surveillé la voie romaine qui passait par Puchberg. Cette voie reliait les provinces romaines de Noricum et de Pannonie par laquelle transitaient vin et céréales vers l’ouest ainsi que sel et fer vers l’est. Le bas-relief en pierre appelé « Main romaine » qui se trouve devant terrain de football de Puchberg (Schneebergstrasse 72) et qui daterait du haut Moyen Âge aurait servi de flèche de signalisation sur cette voie. 
L’étang lui-même ne serait que le reste d'un marais qui faisait partie de la vallée marécageuse de Puchberg. Selon la légende, la vallée aurait même été couverte d’un lac. Le nom de la forteresse qui remplaça la citadelle romaine rappelle cette légende, puisque Stolzenwörth signifie « forteresse de l'île magnifique ». Il ne reste rien de cette forteresse.

Or, celle-ci aurait été reliée par une passerelle de 6 km à celle de Losenheim. Son nom signifie soit la « forteresse vigilante », soit le « libre domicile ».  Elle fut construite vers la fin du XIIe siècle et a donné son nom au hameau de Losenheim qui appartient à la commune de Puchberg.

Aux XIIe et XIIIe siècles, Puchberg appartenait au duché de Styrie. C’est vers le début du XIIIe siècle que fut construite la forteresse de Puchberg. Dans un acte du 30 août 1230, apparaissent les noms de Colo de Sneperc – c'est-à-dire « Colo du Schneeberg » - et de Rüdiger de Puchperc ; ce dernier habitait sans doute la forteresse et était issu d’une famille de ministériales, c'est-à-dire une lignée de chevaliers d’origine servile.

Au cours de la première moitié du XIVe siècle, la forteresse de Puchberg fut acquise par la dynastie ministériale des Trautmanndorf, puis en 1381, par le duc Léopold III, prince de Styrie. Après sa mort en 1386, son successeur, Albert III concéda la forteresse à la dynastie des Lichtenstein qui cependant tomba en disgrâce, si bien que la seigneurie fut exercée par plusieurs baillis qui en diminuèrent l’importance. Finalement, le baron Johann Baptist von Hoyos l’acheta en 1549.

Au XIVe siècle, Elisabeth d’Aragon, épouse de Frédérich III le Bel, roi des Romains, visita Puchberg qu’elle avait reçu en viager. Elle est considérée comme avoir été le premier estivant de la commune. Au XVe siècle, les troupes du roi hongrois Matthias Corvin occupèrent Puchberg. En 1713, la peste y sévit pendant 22 semaines et fit 102 morts.

Des petites unités de l’armée napoléonienne furent logées à Puchberg en 1805 et en 1809. Pendant l’armistice de 1809 qui précéda la Paix de Schönbrunn du 14 octobre 1809, 306 soldats de cavalerie furent stationnées à Puchberg pendant 18 jours.
C'est dans cette forêt qu'est également décédé Paul Kammerer le 23 septembre 1926.
De nombreux habitants de Puchberg tombèrent sur les champs de bataille de la Première et de la Seconde Guerre mondiale. Vers la fin de la Seconde Guerre mondiale, les troupes allemandes et soviétiques se livrèrent de violents combats Puchberg qui coûtèrent la vie à plus de 200 soldats et civils et détruisirent entièrement l’église de Puchberg le 22 avril 1945.

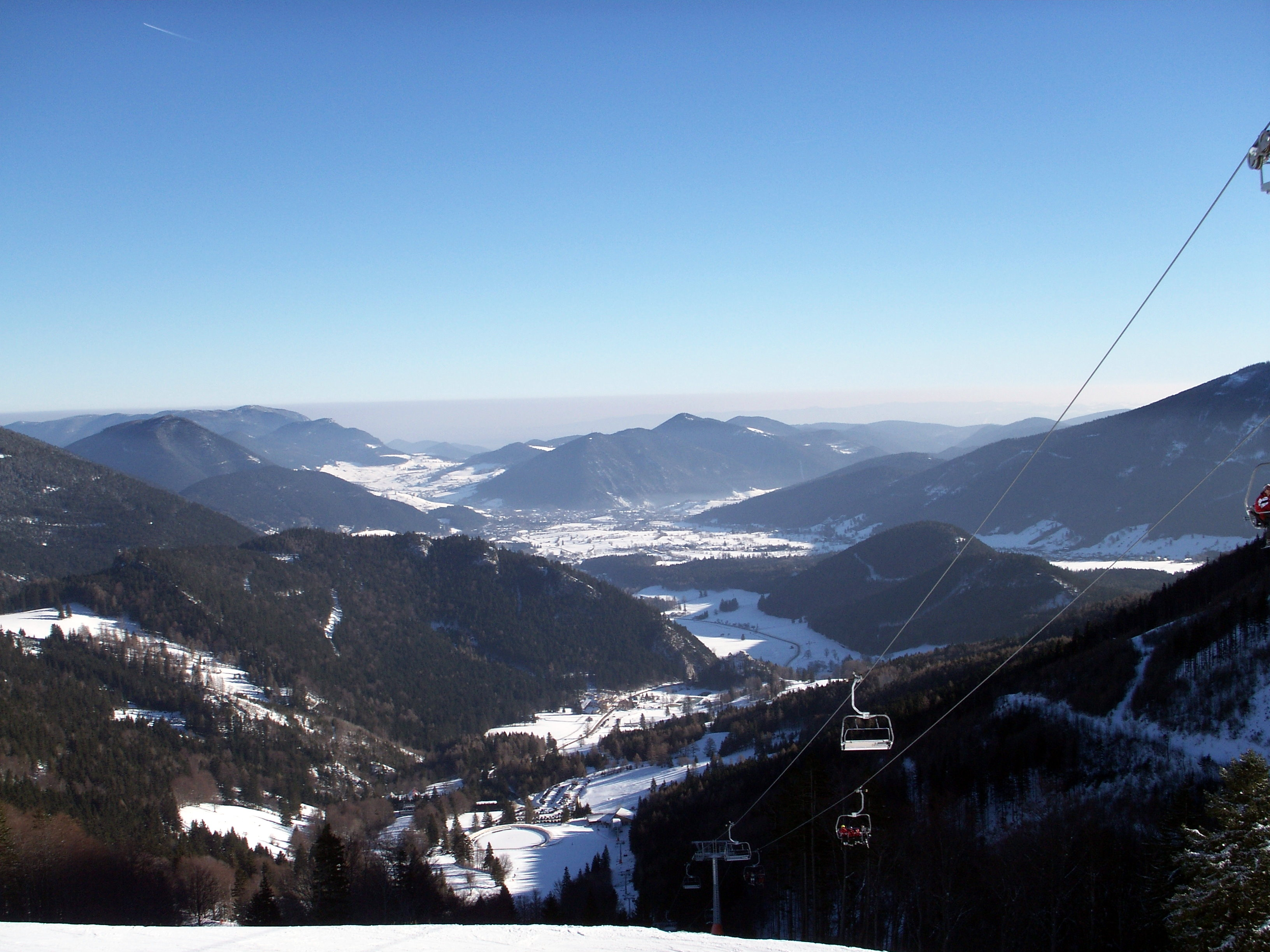
La vallée de Puchberg.

La paroisse de Puchberg existerait depuis 1350. La date de 1498 que l’on trouve sur un écusson dans l’atrium de l’église pourrait être l’année de la conversion de l’église en bâtiment gothique, caractéristique qui se perdit en 1679, lors de son agrandissement. Les Ottomans qui occupèrent Puchberg en 1683 dans la foulée du siège de Vienne ne la détruisirent pas. Le 11 juin 1946, le cardinal Theodor Innitzer, consacra le bâtiment actuel de l’église de Puchberg am Schneeberg.

## Monuments et lieux touristiques

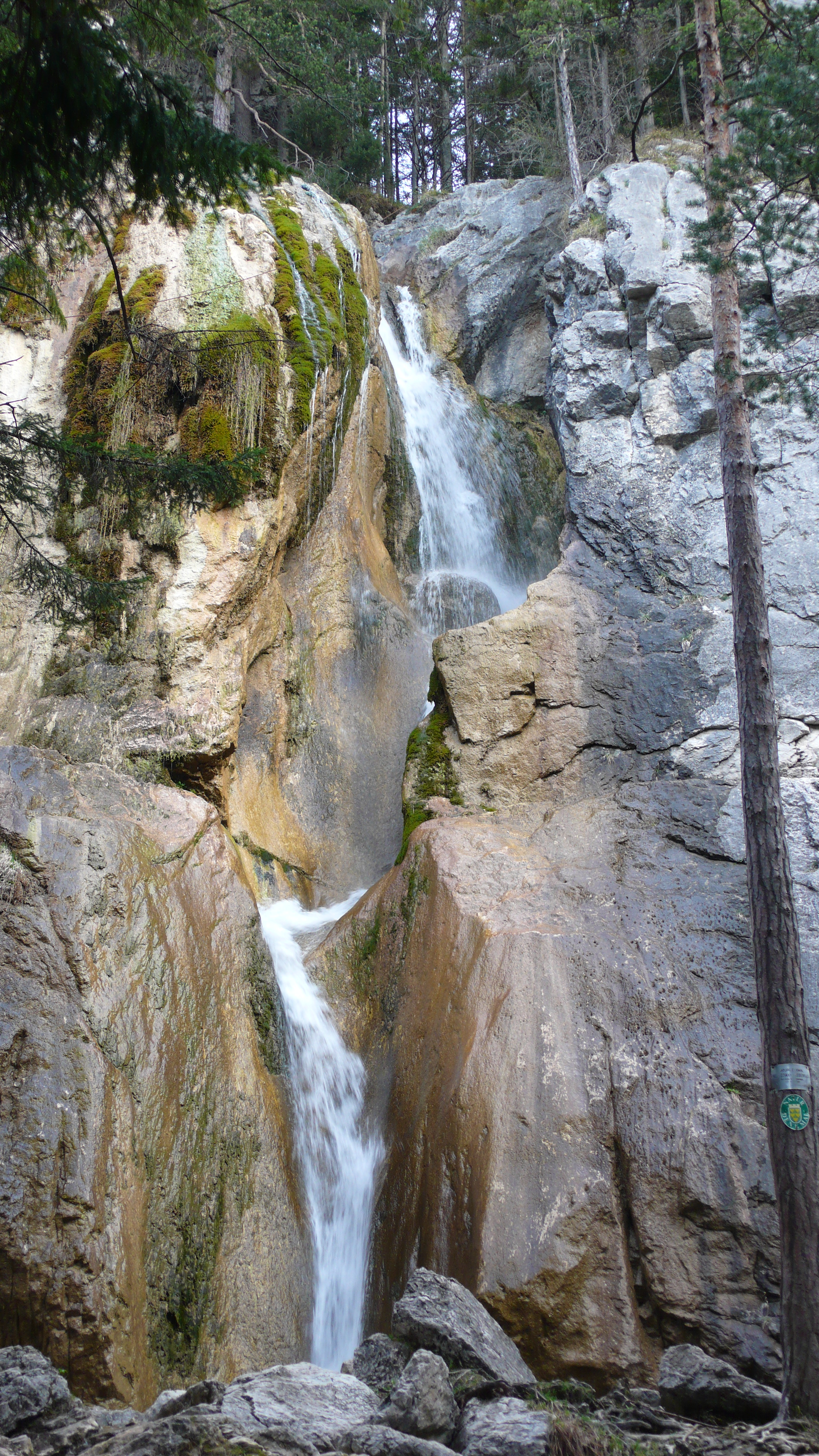
La cascade.

Été comme hiver, le télésiège 4 places débrayable de Losenheim - hameau situé à environ 6 km du centre de Puchberg - transporte skieurs et randonneurs de 840 m à 1 210 m d'altitude. Le domaine skiable, de petite taille, offre quelques pistes particulièrement appropriées pour les skieurs de niveau débutant. 
Puchberg est membre du regroupement de stations de ski Skiregion Ostalpen.
La forteresse de Puchberg, l’un des emblèmes de la commune. Bâtie au début du XIIIe siècle, elle se situe au sud de l'étang, sur un monticule de 15 m d’altitude. Selon la légende, elle fut érigée par des Templiers. D’amples travaux de rénovation ont été entrepris de 2002 à 2006. 
Une chapelle bâtie par l'empereur François-Joseph Ier en l'honneur de son épouse, l'impératrice Sissi, assassinée à Genève en 1898, se trouve près de la gare d’arrivée du train à crémaillère, à 1796m d'altitude. Construite de 1899 à 1901, l’empereur la visita le 18 juin 1902.
La scie du Schneeberg, activée par une roue à eau, est mentionnée dans les annales dès 1631. Récemment rénovée, elle fut rouverte au public le 16 septembre 2006.
La cascade de Puchberg se trouve dans le hameau de Sonnleiten.
Le musée de Puchberg, en face de l'église.

## Liens externes

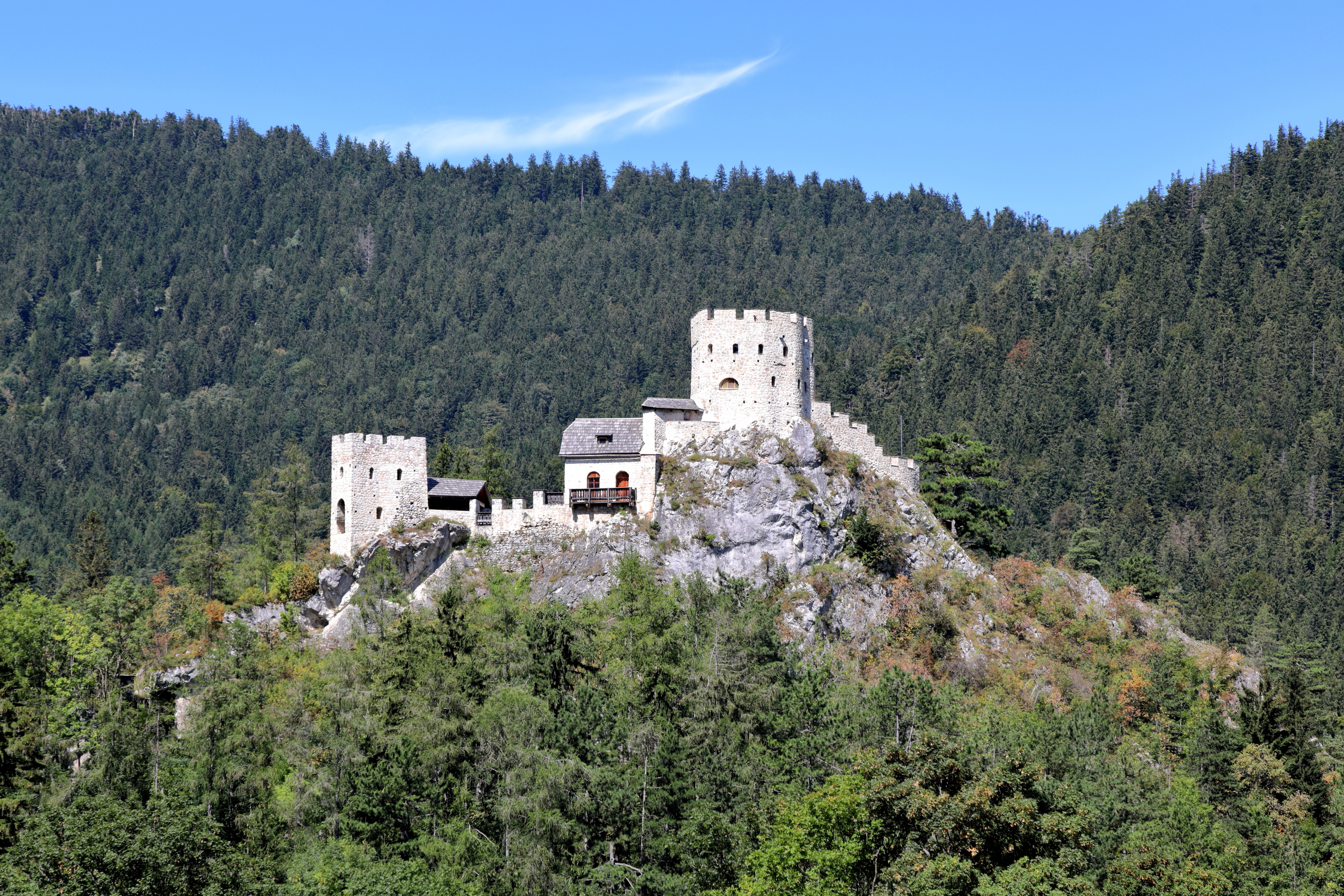
La forteresse de Losenheim.